# Municipio de Åstorp
El municipio de Åstorp (en sueco: Åstorps kommun) es un municipio de Escania, la provincia más austral de Suecia. Su sede se encuentra en la ciudad de Åstorp. En 1974, la ciudad de mercado (köping) de Åstorp se fusionó con Kvidinge para formar el municipio actual.

## Localidades
Hay 3 áreas urbanas (tätort) en el municipio:
| # | Tätort   | Población |
| - | -------- | --------- |
| 1 | Åstorp   | 8,514     |
| 2 | Hyllinge | 2,002     |
| 3 | Kvidinge | 1,796     |

Una pequeña parte de Åstorp está situada en el municipio de Ängelholm.